# Manuel Plaza
Manuel Plaza, född 17 mars 1900, död 9 februari 1969, var en chilensk friidrottare.
Plaza blev olympisk silvermedaljör på maraton vid sommarspelen 1928 i Amsterdam.